# Manu Palancar
Manuel Palancar Belloso, más conocido como Manu Palancar (Sevilla, 25 de octubre de 1990), es un futbolista español que juega actualmente en la Real Balompédica Linense del Grupo IV de la Segunda División B de España. Juega de lateral derecho, aunque su posición originaria era la de extremo antes de ser reconvertido a lateral.

## Trayectoria
Comenzó desde los escalafones inferiores del Real Betis Balompié. Poco a poco, subiendo categorías hasta llegar al filial. En la pretemporada de 2010-11, debutó en el primer equipo contra la Unión Deportiva Las Palmas en la temporada anterior al ascenso del conjunto verdiblanco. Aunque no consiguió triunfar lo suficiente como para asentarse en el equipo de Pepe Mel. En la Segunda División B de España, jugó bien en el lateral, demostrando que la división de bronce se le queda chica. En agosto de 2013 rescinde contrato con el conjunto verdiblanco y firma por la Real Balompédica Linense del Grupo IV de la Segunda División B. El 15 de agosto, tras estampar la firma con el club Linense, posó para la prensa con su nueva indumentaria. Tras su andadura por el club gaditano, firmaría por el Coria C.F. , con el que disputó un encuentro de pretemporada contra su primer equipo, el Real Betis Balompié, encuentro que acabaría disputando los 90 minutos y que finalizó con el resultado de 1-4 para los verdiblancos.